# Neverwinter Nights (AOL)
Neverwinter Nights ist ein von Stormfront Studios entwickeltes und von Strategic Simulations, Inc. veröffentlichtes Massively Multiplayer Online Role-Playing Game in der D&D-Spielwelt der Vergessenen Reiche. Es gilt als das erste grafische MMORPG und wurde von 1991 bis 1997 exklusiv über AOL angeboten.

## Spielprinzip
Neverwinter Nights basiert auf dem AD&D-Regelwerk. Zu Beginn erstellt der Spieler einen wahlweise männlichen oder weiblichen Charakter, für den er aus sechs Rassen (Mensch, Elf, Halbelf, Halbling, Zwerg, Gnom) und Klassen (Kämpfer, Kleriker, Waldläufer, Paladin, Schurke, Magier sowie Kombinationsmöglichkeiten dieser Klassen) wählen kann. Die Werte der sechs Hauptattribute (Stärke, Konstitution, Intelligenz, Geschicklichkeit, Weisheit, Charisma) werden vom Programm zufällig ausgewürfelt, bewegen sich jedoch in gewissen Grenzen, die sich aus der Wahl der Rasse und Klasse ergeben.
Im Spiel erkundet der Spieler die Region um Niewinter, einer fiktiven Stadt in der D&D-Kampagnenwelt der Vergessenen Reiche. Dazu zählen auch die Städte Lletzthafen, Luskan und weitere Bereiche des Umlands. Wie in den Spielen der GoldBox-Serie üblich, erhält der Spieler Aufträge, für deren Erledigung er Erfahrungspunkte erhält, ebenso für das Töten von Gegnern. Hat ein Charakter genug Erfahrungspunkte gesammelt, kann er sie in den sogenannten Übungshallen in Niewinter gegen einen Stufenaufstieg eintauschen und damit seine Charakterwerte und Fähigkeiten verbessern. Der Charakter kann maximal Stufe 12 erlangen.
Die Kämpfe sind rundenbasiert und werden auf speziellen taktischen Überblickskarten durchgeführt. Dabei steht jedem Spieler pro Zug ein Zeitfenster von 20 Sekunden zur Verfügung, um eine Aktion auszuführen. Andernfalls verfällt der Spielzug und der nächste Spieler oder Computergegner kommt an die Reihe. Spieler können jederzeit in bereits angelaufene Kämpfe anderer Spieler einsteigen und diese unterstützen. Befindet sich ein Spieler in der Nähe eines entsprechenden Kampfes, wird er vom Programm darauf hingewiesen. Beute und Erfahrungspunkte werden am Ende eines Kampfes vom Computer zu gleichen Teilen auf die Teilnehmer verteilt. Stirbt ein Charakter während eines Kampfes, wird er im Eingangsbereich des Gebietes mit verminderten Lebenspunkten wieder zum Leben erweckt. Mit Hilfe einer Folgen-Funktion können sich mehrere Helden zu einer Gruppe zusammenschließen und gemeinsam die Spielwelt erkunden.
Neverwinter Nights Besonderheit lag in der Verbindung der Merkmale der GoldBox-Computerrollenspiele mit den Rollenspielaspekten von Multi User Dungeons (MUD). Spieler konnten mit Hilfe einer einfachen Texteingabe per Bildschirmtext miteinander kommunizieren. Die daraus resultierende soziale Interaktion machte einen Hauptanreiz des Spiels aus. Spieler organisierten sich in Spielergruppen, sogenannten Gilden, und gestalteten die Spielwelt durch eigene Aktivitäten und Aktionen aus. Engagierte Spieler übernahmen zu großen Teilen die Betreuung der Community und trugen zur Weiterentwicklung des Spiels bei.
Ebenfalls von MUDs übernommen wurde der PvP-Modus. Obwohl ursprünglich nicht vorgesehen, wurde er nach ausführlichen Diskussionen unter den Spielern nachträglich ins Spiel integriert. Er blieb allerdings auf Magieanwender beschränkt. Ein von der Community selbst auferlegtes Regelwerk grenzte die Bereiche ein, in denen PvP erlaubt war. PvP entwickelte sich in Folge zu einer Standardfunktionalität zahlreicher MMORPGs und im Mehrspielermodus von Computer-Rollenspielen.

## Entwicklung
Der Entwicklung von Neverwinter Nights gingen bereits zuvor Geschäftsbeziehungen zwischen dem Gründer der Stormfront Studios Don Daglow und AOL-Chef Steve Case sowie der AOL-Produzentin Kathi McHugh voraus. Stormfront programmierten mehrere Onlinespiele für AOL, bevor sie mit Tony La Russa's Ultimate Baseball für SSI erstmals einen Retailtitel entwickelten. Chuck Kroegel, Leiter der Produktentwicklung von SSI, beauftragte das Team um Daglow 1989 schließlich auch mit der Fortführung der GoldBox-Serie. Das Spiel erschien 1991 unter dem Titel Gateway to the Savage Frontier.
1989 erhielt Stormfront von AOL den Auftrag, ein grafisches Online Multiplayer-Rollenspiel zu entwickeln. Auf Seiten AOLs wurden die Produzenten Scott Gries und Jessica Mulligan in das Projekt eingebunden. So entstand in einer Zusammenarbeit von Stormfront, SSI und AOL schließlich Neverwinter Nights, das wie Gateway to the Savage Frontier auf der Engine der GoldBox-Serie basierte. Zu Anfang unterstützte Neverwinter Nights lediglich 50 Spieler gleichzeitig. Die Kapazität wurde mit der Zeit auf 500 Spieler ausgebaut.
Um Neverwinter Nights nutzen zu können, benötigte der Spieler neben dem Programm einen Internetzugang von AOL, da der Spielserver nur über das geschlossene Onlinenetzwerk des Providers zugänglich war. Zusätzlich zu den Internetverbindungskosten wurde eine stündliche Nutzungsgebühr fällig. Erst 1997 wurde für das Spiel ein Flatratetarif eingeführt. Dennoch erfreute sich das Spiel großer Beliebtheit und Spieler mussten bis zuletzt während der Stoßzeiten auf freiwerdende Plätze warten. Die Spielerbasis wurde über die gesamte Laufzeit mit insgesamt 115.000 Nutzern beziffert, davon bis zuletzt ca. 2.000 aktive Spieler. Schätzungen zur Folge betrugen die Einnahmen für das Jahr 1996 ca. fünf Millionen US-Dollar.
Obwohl Neverwinter Nights von AOL als finanzieller Erfolg gewertet wurde, wurde die Weiterentwicklung des Spiels aufgrund des stark boomenden Geschäfts mit privaten Internetanschlüssen nachrangig behandelt. Am 18. Juli 1997 schaltete AOL die Spielserver trotz langanhaltender und öffentlichkeitswirksamer Proteste der verbliebenen Spielerschaft ab. Offiziell wurde dieser Schritt mit der veralteten Technik des Spiels begründet. Inoffiziell gelten Unstimmigkeiten über das Geschäftsmodell zwischen den Vertragspartnern AOL, SSI und dem D&D-Rechteinhaber TSR als Grund für die Beendigung der Kooperation. Dadurch wurde der bis zum 15. Juli 1997 gültige Vertrag nicht verlängert.
Das Spiel ist offline weiterhin spielbar. Da eine Speicherfunktion fehlt, gehen jedoch sämtliche Fortschritte mit Beendigung des Programms verloren.

## Rezeption
Das D&D-Fanmagazin Dragon bewertete das Spiel in seiner Ausgabe 179 vom März 1992 mit vier von fünf Sternen. Die Autoren Patricia Hartley und Kirk Lesser hoben dabei vor allem die fürsorgliche Betreuung durch die aktiven Spieler, das Kampfsystem und die Interaktionsmöglichkeiten hervor. Kritisiert wurden hingegen die hohen Kosten.
Der Erfolg von Neverwinter Nights veranlasste den AOL-Konkurrenten AT&T, 1994 ein MMORPG für das eigene Online-Netzwerk Interchange in Auftrag zu geben. SSI entwickelte daraufhin, basierend auf seiner damals aktuellen Dark-Sun-Engine, Dark Sun Online: Crimson Sands. Das Spiel erschien 1996 über Total Entertainment Network, nachdem AT&T bereits im November 1995 die Einstellung von Interchange beschlossen hatte.
2008 wurden Stormfront Studios durch die National Academy of Television Arts & Sciences mit dem Emmy Technology Award für die Erschaffung des ersten grafischen Online-Rollenspiels ausgezeichnet.

## Folgeprojekte
Es gibt keinen direkten Nachfolger zu Neverwinter Nights. Dennoch entstanden im Laufe der Zeit mehrere Projekte, die durch ihr Spielprinzip oder die Namenswahl und die damit verbundene Wahl der Spielwelt direkten Bezug auf den Titel nehmen.

### Forgotten World
Forgotten World ist ein Fanprojekt, das 1998 entstand und den Erhalt bzw. die Fortführung des ursprünglichen Neverwinter Nights zum Ziel hat. Es handelt sich um einen Klon des Originalspiels, der über einen selbst entwickelten Windowsclient online spielbar ist. Mittlerweile ist diese Version nicht mehr online.

### Unlimited Adventures
2012 wurde eine spielbare Umsetzung von Neverwinter Nights in Forgotten Realms: Unlimited Adventures veröffentlicht.

### Neverwinter Nights (2002)
2002 veröffentlichte der kanadische Entwickler BioWare zusammen mit Publisher und D&D-Lizenzinhaber Atari unter gleichem Namen ein weiteres Computerrollenspiel. Anders als das Original besaß es einen Einzelspielermodus und konnte daher auch offline gespielt werden. Kern des Produkts war jedoch ein einfach zu bedienender Editor zum Erstellen eigener Abenteuer und ein umfangreicher Mehrspielermodus. Dadurch konnte das Spiel sowohl über Netzwerk als auch online mit Freunden gespielt werden. Es entwickelte sich eine aktive Modding-Community, die zum langanhaltenden Erfolg des Spiels beitrug.
Durch die Möglichkeit, selbsterstellte Module mit Hilfe von dedizierten Servern für bis zu 96 Mitspieler online bereitzustellen, entstanden auf Basis des Spiels sogenannte Persistente Welten. Spielerisch bestand damit eine große Nähe zum originalen Neverwinter Nights und es entstanden unter anderem auch Fanremakes des alten AOL-Titels.
2006 entwickelte Obsidian Entertainment für Atari den offiziellen Nachfolger zu Biowares Neverwinter Nights. Die Merkmale des Vorgängers wurden konsequent weiterentwickelt, während das technisch Grundgerüst modernisiert wurde. Auch wenn die Reaktionen auf den Titel im Vergleich zum Vorgänger verhaltener ausfielen, entwickelte auch der zweite Teil langanhaltende Fanaktivitäten rund um das Spiel.

### Neverwinter
2010 kündigte Atari die Entwicklung von Neverwinter durch Cryptic Studios an. Der ehemals zu Atari gehörige Entwickler entwickelt auf Basis der 4. Regelwerksedition ein MMORPG, das ebenfalls im Umfeld der Stadt Niewinter angesiedelt ist.

### Heroes of Neverwinter
Im Juni 2011 kündigte Atari in Zusammenarbeit mit Liquid Entertainment Heroes of Neverwinter als Spieleapplikation für das Soziale Netzwerk Facebook an. Es basiert auf den D&D-Regelwerk der 4. Edition und bietet dem Spieler kleinere Abenteuer, die er allein mit einer sechsköpfigen Heldengruppe oder gemeinsam mit Freunden innerhalb des Netzwerks spielen kann. Die sozialen Interaktionsmöglichkeiten stellen dabei ein Hauptmerkmal des Spieles dar. Bei Erstveröffentlichung lagen insgesamt 45 Mission vor, ein Editor ermöglicht es Spielern jedoch, eigene Abenteuer zu erstellen und mit Freunden zu teilen. Das Kampfsystem des Spiels ist rundenbasiert. Die Nutzung des Spiels ist grundsätzlich kostenlos, bietet Spielern jedoch gegen Bezahlung gewisse Spielvorteile. Eine offene Betaphase startete im September 2011.